# XII Reunião Ordinária do Conselho do Mercado Comum
A XII Reunião Ordinária do Conselho do Mercado Comum ocorreu em junho de 1997, na cidade de Assunção.

## Participantes
Representando os estados-membros
- Fernando Henrique Cardoso
- Carlos Menem
- Julio Maria Sanguinetti
- Juan Carlos Wasmosy Monti

## Decisões
A reunião produziu seis decisões.